# هادلي فريمان
هادلي فريمان (بالإنجليزية: Hadley Freeman)‏ هي صحفية أمريكية وبريطانية، ولدت في 15 مايو 1978 في نيويورك في الولايات المتحدة.